# Tmesorrhina chireyi
Tmesorrhina chireyi är en skalbaggsart som beskrevs av Legrand och Franz Antoine 2003. Tmesorrhina chireyi ingår i släktet Tmesorrhina och familjen Cetoniidae. Inga underarter finns listade i Catalogue of Life.